# Sociedad Mexicana de Demografía
La Sociedad Mexicana de Demografía (SOMEDE), es una asociación sin fines de lucro. Creada en 1981 para ser un foro de expresión e intercambio de ideas entre profesionistas dedicados a los estudios poblacionales.
Cuenta entre sus agremiados a investigadores con nivel de estudios de maestría y doctorado dedicados a la investigación poblacional y áreas afines. Su objetivo es dar a conocer la relación entre la población y los aspectos económicos, sociales, culturales y políticos en México.
Siete de sus miembros han sido distinguidos con el Premio Nacional de Demografía. 

## Finalidad
Tiene como finalidad la proyección del ejercicio formal de la Demografía en distintos ámbitos sociales diversos, así como promover la enseñanza e investigación demográficas. 
La asociación en su misión busca también contribuir en el debate sobre políticas públicas que se vinculen a temas poblacionales.

## Presidentes de su Consejo Directivo
- 2024-2026 Julieta Pérez Amador
- 2019-2021 Patricia Vargas Becerra
- 2017-2019 Patricia Román Reyes
- 2015-2017 Carlos Javier Echarri Cánovas[4]
- 2013-2015 Carla Pederzini Villareal
- 2011-2013 Silvia Elena Giorguli Saucedo
- 2010 Cecilia Rabell Romero
- 2008-2010 René Zenteno Quintero
- 2006-2008 Patricia Vargas Becerra
- 2004-2006 Rosario Cárdenas Elizalde
- 2002-2004 Rodolfo Cruz Piñeiro
- 2000-2002 Héctor Hernández Bringas
- 1998-2000 Carlos Welti Chanes
- 1996-1998 Rodolfo Tuirán
- 1994-1996 Brígida García Guzmán
- 1992-1994 José Gómez de León
- 1990-1992 Susana Lerner
- 1988-1990 Virgilio Partida Bush
- 1985-1988 Mercedes Pedrero Nieto
- 1983-1985 Manuel Ordorica Mellado
- 1981-1983 Gustavo Cabrera Acevedo